# Robert Allenby
Robert Allenby (født 12. juli 1971 i Melbourne, Australien) er en australsk golfspiller, der (pr. september 2010) står noteret for fire PGA Tour- og fire European Tour-sejre gennem sin professionelle karriere. Hans bedste resultat i en Major-turnering er en 7. plads, som han opnåede ved US Open i 2004.
Allenby har 4 gange, i 1994, 1996, 2000 og 2003, repræsenteret Det internationale Hold ved Presidents Cup.